# Double Vision (album Foreignera)
Double Vision je drugi studijski album britansko-američke hard rock skupine Foreigner. Izdan je 1978. godine.

## Popis pjesama
1. "Hot Blooded" (Lou Gramm, Mick Jones) – 4:29
2. "Blue Morning, Blue Day" (Jones, Gramm) – 3:12
3. "You're All I Am" (Jones) – 3:24
4. "Back Where You Belong" (Jones) – 3:15
5. "Love Has Taken Its Toll" (Gramm, Ian McDonald) – 3:31
6. "Double Vision" (Jones, Gramm) – 3:44
7. "Tramontane" (instrumental) (Al Greenwood, Jones, McDonald) – 3:55
8. "I Have Waited So Long" (Jones) – 4:06
9. "Lonely Children" (Jones) – 3:37
10. "Spellbinder" (Gramm, Jones) – 4:49

## Članovi grupe
- Lou Gramm – vokal, udaraljke
- Mick Jones – gitara, vokal, piano
- Ian McDonald – gitara, klavijature, prateći vokal
- Al Greenwood – klavijature
- Ed Gagliardi – bas, prateći vokal
- Dennis Elliott – bubnjevi, prateći vokal